# Bernard Barbey
Bernard Barbey (* 2. Juli 1900 in Valeyres-sous-Rances; † 27. Januar 1970 in Paris) war ein Schweizer Schriftsteller, Diplomat (Kulturattaché) und Offizier.

## Leben
Nach seinem Studium der Sozialwissenschaften in Lausanne und Genf ging Barbey nach Paris, um dort eine Karriere als Schriftsteller anzustreben, und kam mit Autoren wie Jean Cocteau und François Mauriac in Kontakt. 1924 wurde sein erster Roman Le Cœur gros („Das grosse Herz“) veröffentlicht. In der Folge schrieb er weitere Gesellschaftsromane und arbeitete beim Literaturmagazin La Revue hebdmomadaire als Autor und Redakteur.

### Wirken als Offizier
Barbey war als Milizoffizier im Stab des 1. Armeekorps eingeteilt, welches vor dem Zweiten Weltkrieg Oberstkorpskommandant (und späteren General) Guisan unterstand. Guisan setzte Barbey als Verbindungsoffizier zum Stab der französischen Armee bei den Vorbereitungen zum Manöver H ein. Bei der Mobilmachung der Schweizer Armee wurde Barbey in den sog. persönlichen Stab des Generals (Etat particulier du Général) berufen, dessen Leitung er als Nachfolger von Samuel Gonard ab Frühjahr 1940 bis zum Kriegsende innehatte.

### Nach dem Krieg
1946 veröffentlichte Barbey Auszüge aus seinen Tagebüchern während seiner Zeit als Chef des persönlichen Stabes von General Guisan. Für den Roman Chevaux abandonnés sur le champ de Bataille wurde Barbey 1951 mit dem Grand Prix du Roman der Académie française ausgezeichnet. Von 1945 bis 1965 war er Schweizer Kulturattaché in Paris, 1964 bis 1970 Vertreter der Schweiz bei der UNESCO.

## Rezeption
Historiker in der deutschsprachigen Schweiz nehmen Barbey hauptsächlich in seiner Rolle als Offizier wahr, während in der französischsprachigen Schweiz sein Wirken als Schriftsteller deutlicher hervorgehoben wird. Unbestritten ist, dass Barbey während seiner Tätigkeit als Chef des Stabes von General Guisan Operationsbefehle und Briefe des Generals an den Bundesrat nicht nur redigierte, sondern, nach Rücksprache mit dem General, selber verfasst und Guisan zur Unterzeichnung vorgelegt hat. In der Romandie wurde das literarische Wirken von Barbey mehr gewürdigt als in der Deutschschweiz. Wegen fehlender Übersetzungen von Barbeys Romanen ins Deutsche unterblieb bislang eine Rezeption seiner Werke im deutschen Sprachraum.

## Werke
- Le cœur gros. Roman. Editions Grasset, Paris 1924.
- La maladère. Roman. Editions Grasset, Paris 1926.
- Toute à tous. Roman. Gallimard, Paris 1930.
- La maison d’Illusion. Roman. Libraire Stock, Paris 1933.
- Ambassadeur de France. Roman. Libraire Stock, Paris 1934.
- Im Morgengrauen. Roman. („Le crépuscule du matin“). Scientia, Zürich 1942 (übersetzt durch Jakob Anderer).
- Fünf Jahre auf dem Kommandoposten des Generals: Tagebuch des Chefs des persönlichen Stabes General Guisans, 1940–1945. („P. C. du Général: Journal du chef de l’Etat-major particulier du Général Guisan, 1940–1945“). H. Lang & Cie, Bern 1948 (übersetzt von Hermann Böschenstein).
- Chevaux abandonnés sur le champ de bataille. Roman. Julliard, Paris 1951.
- Von Hauptquartier zu Hauptquartier: Mein Tagebuch als Verbindungsoffizier zur französischen Armee, 1939–1940. („Aller et retour: Mon journal pendant et après la drôle de guerre, 1939–1940“). Huber, Frauenfeld, 1967 (übersetzt von Hans Ulrich Ganz).
- P. C. du Général: Journal du chef de l’Etat-major particulier du Général Guisan. Editions Cabédita, Bière 2010, ISBN 978-2-88295-596-8 (kommentierte Neuauflage).